# Sabino Alonso Micón
Sabino Alonso Micón és director de cinema. Va dirigir L'alegria que passa (1930), basada en l'obra teatral homònima de Santiago Rusiñol (1898). El director de fotografia va ser Antonio Martínez Ferry. El film va ser protagonitzat per Dolors Ruiz i José María Alonso-Pesquera. La cinta havia de ser sonora, però per problemes tècnics i econòmics la banda no es va arribar a sincronitzar, i per tant, malgrat l'encert rítmic, la cura en el quadre cinematogràfic i una interpretació força natural, no se'n va estrenar la versió sonoritzada. El film no es va arribar a exhibir comercialment. (De tota manera, no hi ha acord total en aquest punt entre els estudiosos, ja que Romà Gubern afirma que l'obra tenia banda de música i parlaments, i que això va obligar a mutilar el metratge.).